# AMG-1505
AMG-1505 é uma rodovia estadual do estado brasileiro de Minas Gerais.
Está situada no município de Monte Belo e tem por finalidade ligar Monte Belo ao Distrito de Juréia e às diversas comunidades rurais do município. Começa em Monte Belo e termina no Distrito de Juréia.Tem 4 km de extensão, encerrando em uma vicinal que dá acesso à cidade de Nova Resende. A rodovia é pavimentada em todo o seu trajeto.